# Wollmar
Wollmar ist ein Ortsteil der Gemeinde Münchhausen (am Christenberg) im mittelhessischen Landkreis Marburg-Biedenkopf.

## Geographische Lage
Wollmar liegt an den Südausläufern des Rothaargebirges und des Ederberglands. Bei Wollmar liegen der Kainsberg mit 327 m ü. NN und der Christenberg mit 384 m ü. NN. Wollmar liegt an der Bundesstraße B236 Olfen (Kreis Coesfeld) – Münchhausen (Landkreis Marburg-Biedenkopf) und ist der nördlichste Ort im Landkreis Marburg-Biedenkopf.

## Geschichte

### Ortsgeschichte
Die älteste bekannte schriftliche Erwähnung von Wollmar erfolgte unter dem Namen Wolemare in einer Urkunde des Klosters Fulda wird in die Zeit 750–779 datiert. Von 1309 bis 1515 hatten die Herren von Hatzfeld einen Hof im Ort als Lehen. Die alte evangelische Kirche wurde im März 1827 abgebrochen, die neue 18 Monate später eingeweiht. 1877 wurde die alte Schule erbaut. Eine neue Schule folgte 1902. Durch Beschluss des Kreistages des Landkreises Marburg wurde die Schule in Wollmar am 1. Januar 1971 aufgelöst.
Das neu erbaute Dorfgemeinschaftshaus wurde am 16. Juni 1976 eingeweiht.
Hessische Gebietsreform (1970–1977)
Zum 1. Juli 1974 wurden im Zuge der hessischen Gebietsreform die bis dahin selbständigen Gemeinden Münchhausen, Niederasphe, Simtshausen und Wollmar sowie der Ortsteil Oberasphe der Nachbarstadt Battenberg (Eder) im Landkreis Waldeck-Frankenberg kraft Landesgesetz zur neuen Großgemeinde Münchhausen zusammengeschlossen. Der Sitz der Verwaltung wurde der Ortsteil Münchhausen. Für alle durch die Gebietsreform in die Großgemeinde eingegliederten Gemeinden wurden Ortsbezirke gebildet.

### Verwaltungsgeschichte im Überblick
Die folgende Liste zeigt die Staaten und Verwaltungseinheiten, denen Wollmar angehört(e):
- vor 1567: Heiliges Römisches Reich, Landgrafschaft Hessen, Amt Wetter
- ab 1567: Heiliges Römisches Reich, Landgrafschaft Hessen-Marburg, Amt Wetter[7]
- 1604–1648: Heiliges Römisches Reich, strittig zwischen Landgrafschaft Hessen-Darmstadt und Landgrafschaft Hessen-Kassel (Hessenkrieg), Amt Wetter
- ab 1648: Heiliges Römisches Reich, Landgrafschaft Hessen-Kassel, Amt Wetter
- ab 1806: Landgrafschaft Hessen-Kassel, Amt Wetter
- 1807–1813: Königreich Westphalen, Departement der Werra, Distrikt Marburg, Kanton Wetter
- ab 1815: Kurfürstentum Hessen, Oberhessen, Amt Wetter[8]
- ab 1821: Kurfürstentum Hessen, Provinz Oberhessen, Kreis Marburg[9][Anm. 2]
- ab 1848: Kurfürstentum Hessen, Bezirk Marburg
- ab 1851: Kurfürstentum Hessen, Provinz Oberhessen, Kreis Marburg
- ab 1867: Königreich Preußen, Provinz Hessen-Nassau, Regierungsbezirk Kassel, Kreis Marburg
- ab 1871: Deutsches Reich,  Königreich Preußen, Provinz Hessen-Nassau, Regierungsbezirk Kassel, Kreis Marburg
- ab 1918: Deutsches Reich, Freistaat Preußen, Provinz Hessen-Nassau, Regierungsbezirk Kassel, Kreis Marburg
- ab 1944: Deutsches Reich, Freistaat Preußen, Provinz Kurhessen, Landkreis Marburg
- ab 1945: Amerikanische Besatzungszone, Groß-Hessen, Regierungsbezirk Kassel, Landkreis Marburg
- ab 1946: Amerikanische Besatzungszone, Land Hessen, Regierungsbezirk Kassel, Landkreis Marburg
- ab 1949: Bundesrepublik Deutschland, Land Hessen, Regierungsbezirk Kassel, Landkreis Marburg
- ab 1974: Bundesrepublik Deutschland, Land Hessen, Regierungsbezirk Kassel, Landkreis Marburg-Biedenkopf, Gemeinde Münchhausen[Anm. 3]
- ab 1981: Bundesrepublik Deutschland, Land Hessen, Regierungsbezirk Gießen, Landkreis Marburg-Biedenkopf, Gemeinde Münchhausen

### Gerichte seit 1821
Mit Edikt vom 29. Juni 1821 wurden in Kurhessen Verwaltung und Justiz getrennt. Nun waren Justizämter für die erstinstanzliche Rechtsprechung zuständig, die Verwaltung wurde von Kreisen übernommen. Der Kreis Marburg war für die Verwaltung und das Justizamt Wetter war als Gericht in erster Instanz für Wollmar zuständig. Das Oberste Gericht war das Oberappellationsgericht in Kassel. Untergeordnet war das Obergericht Marburg für die Provinz Oberhessen. Es war die zweite Instanz für die Justizämter.
Nach der Annexion Kurhessens durch Preußen wurde das Justizamt Wetter 1867 zum königlich Preußischen Amtsgericht Wetter.
Im Juni 1867 erging eine königliche Verordnung, die die Gerichtsverfassung in den zum vormaligen Kurfürstentum Hessen gehörenden Gebietsteilen neu ordnete. Die bisherigen Gerichtsbehörden sollten aufgehoben und durch Amtsgerichte in erster, Kreisgerichte in zweiter und ein Appellationsgericht in dritter Instanz ersetzt werden. Im Zuge dessen erfolgte am 1. September 1867 die Umbenennung des bisherigen Justizamtes in Amtsgericht Wetter. Die Gerichte der übergeordneten Instanzen waren das Kreisgericht Marburg und das Appellationsgericht Kassel.
Auch mit dem Inkrafttreten des Gerichtsverfassungsgesetzes (GVG) 1877 blieb das Amtsgericht bestehen. 1943 wurde das Amtsgericht Zweigstelle des Amtsgerichts Marburg und 1946 wurde auch die Zweigstelle geschlossen. Der Bezirk des Amtsgerichts Wetter ging im Bezirk des Amtsgerichts Marburg auf.
In der Bundesrepublik Deutschland sind die übergeordneten Instanzen das Landgericht Marburg, das Oberlandesgericht Frankfurt am Main sowie der Bundesgerichtshof als letzte Instanz.

## Bevölkerung

### Einwohnerstruktur 2011
Nach den Erhebungen des Zensus 2011 lebten am Stichtag dem 9. Mai 2011 in Wollmar 624 Einwohner. Darunter waren 9 (1,4 %) Ausländer.
Nach dem Lebensalter waren 87 Einwohner unter 18 Jahren, 273 zwischen 18 und 49, 156 zwischen 50 und 64, 105 Einwohner waren älter. Die Einwohner lebten in 240 Haushalten. Davon waren 57 Singlehaushalte, 48 Paare ohne Kinder und 108 Paare mit Kindern, sowie 24 Alleinerziehende und keine Wohngemeinschaften. In 30 Haushalten lebten ausschließlich Senioren und in 162 Haushaltungen leben keine Senioren.

### Einwohnerentwicklung
| Quelle: | Historisches Ortslexikon                                                                               |
| • 1502: | 31 Männer                                                                                              |
| • 1577: | 62 Hausgesesse                                                                                         |
| • 1630: | 44 Hausgesesse (10 zweispännige, 6 einspännige Ackerleute, 28 Einläuftige)                             |
| • 1681: | 48 hausgesessene Mannschaften                                                                          |
| • 1747: | 70 Haushalte                                                                                           |
| • 1838: | 481 Einwohner (Familien: 68 nutzungsberechtigte, 25 nicht nutzungsberechtigte Ortsbürger, 6 Beisassen) |

| Wollmar: Einwohnerzahlen von 1788 bis 2020 | Wollmar: Einwohnerzahlen von 1788 bis 2020 | Wollmar: Einwohnerzahlen von 1788 bis 2020 | Wollmar: Einwohnerzahlen von 1788 bis 2020 | Wollmar: Einwohnerzahlen von 1788 bis 2020 |
| --- | ------------------------------------------ | ------------------------------------------ | ------------------------------------------ | ------------------------------------------ |
| Jahr |                                            |                                            |                                            | Einwohner                                  |
| 1788 | 1788                                       |                                            | 400                                        | 400                                        |
| 1800 | 1800                                       |                                            | ?                                          | ?                                          |
| 1834 | 1834                                       |                                            | 581                                        | 581                                        |
| 1840 | 1840                                       |                                            | 606                                        | 606                                        |
| 1846 | 1846                                       |                                            | 616                                        | 616                                        |
| 1852 | 1852                                       |                                            | 632                                        | 632                                        |
| 1858 | 1858                                       |                                            | 603                                        | 603                                        |
| 1864 | 1864                                       |                                            | 607                                        | 607                                        |
| 1871 | 1871                                       |                                            | 549                                        | 549                                        |
| 1875 | 1875                                       |                                            | 571                                        | 571                                        |
| 1885 | 1885                                       |                                            | 608                                        | 608                                        |
| 1895 | 1895                                       |                                            | 589                                        | 589                                        |
| 1905 | 1905                                       |                                            | 616                                        | 616                                        |
| 1910 | 1910                                       |                                            | 603                                        | 603                                        |
| 1925 | 1925                                       |                                            | 581                                        | 581                                        |
| 1939 | 1939                                       |                                            | 597                                        | 597                                        |
| 1946 | 1946                                       |                                            | 791                                        | 791                                        |
| 1950 | 1950                                       |                                            | 777                                        | 777                                        |
| 1956 | 1956                                       |                                            | 670                                        | 670                                        |
| 1961 | 1961                                       |                                            | 662                                        | 662                                        |
| 1967 | 1967                                       |                                            | 649                                        | 649                                        |
| 1980 | 1980                                       |                                            | ?                                          | ?                                          |
| 1990 | 1990                                       |                                            | ?                                          | ?                                          |
| 2000 | 2000                                       |                                            | ?                                          | ?                                          |
| 2011 | 2011                                       |                                            | 624                                        | 624                                        |
| 2015 | 2015                                       |                                            | 638                                        | 638                                        |
| 2020 | 2020                                       |                                            | 610                                        | 610                                        |
| Datenquelle: Historisches Gemeindeverzeichnis für Hessen: Die Bevölkerung der Gemeinden 1834 bis 1967. Wiesbaden: Hessisches Statistisches Landesamt, 1968. Weitere Quellen: LAGIS; Zensus 2011; Dorfentwicklungsplan |                                            |                                            |                                            |                                            |

### Historische Religionszugehörigkeit
| Quelle: | Historisches Ortslexikon                                         |
| • 1861: | alle Einwohner evangelisch-lutherisch                            |
| • 1885: | 608 evangelische (= 100,00 %)                                    |
| • 1961: | 628 evangelische (= 94,86 %), 33 katholisch (= 4,98 %) Einwohner |

### Historische Erwerbstätigkeit
| Quelle: | Historisches Ortslexikon |
| • 1788: | Erwerbspersonen: 16 Schmiede, ein Schneider, drei Müller, vier Schäfer.                                                              |
| • 1838: | Familien: 83 Ackerbau, 6 Gewerbe, 4 Tagelöhner.                                                                                      |
| • 1961: | Erwerbspersonen: 292 Land- und Forstwirtschaft, 89 Produzierendes Gewerbe, 13 Handel und Verkehr, 17 Dienstleistungen und Sonstiges. |

## Politik
Für Wollmar besteht ein Ortsbezirk (Gebiete der ehemaligen Gemeinde Wollmar) mit Ortsbeirat und Ortsvorsteher nach der Hessischen Gemeindeordnung. Der Ortsbeirat für den Ortsbezirk Wollmar besteht aus sieben Mitgliedern. Die Wahlbeteiligung zur Wahl des Ortsbeirats bei der Kommunalwahl 2021 betrug 68,02 %. Alle Kandidaten gehörten der „Einheitsliste Wollmar“ an. Der Ortsbeirat wählte Wolfgang Henseling zum Ortsvorsteher.

## Regelmäßige Veranstaltungen
Alle sieben Jahre, zuletzt 2013, findet der Grenzgang Wollmar statt.